# Kabinet-Berlusconi II
Het kabinet-Berlusconi-II regeerde van 11 juni 2001 tot 23 april 2005 en was daarmee de langstzittende naoorlogse regering van Italië. De centrumrechtse coalitie noemt men het Casa delle Libertà, ofwel Huis van de Vrijheden, en is de opvolger van de linkse coalitie, die vanaf 1996 geregeerd had, maar aan interne verdeeldheid ten onder ging.
De regering diende haar ontslag in op 23 april 2005. Reden voor het ontslag waren de voor het Huis van de Vrijheden desastreus verlopen regionale verkiezingen van 3 en 4 april 2005. De coalitiepartijen hielden slechts stand in de regio's Venetië en Lombardije, waarop twee van de coalitiepartijen, de UDC en de NPSI, zich terugtrokken uit het kabinet. Hierna vormde premier Silvio Berlusconi een nieuw kabinet zonder dat er verkiezingen werden uitgeschreven. Dit kabinet,  Berlusconi III, trad aan op 27 april 2005.

## Belangrijkste beleidspunten
Tot de opvallendste beleidspunten en -intenties die werden bepaald tijdens deze regering behoren de volgende zaken:
- Het Contract met de Italianen, een serie van beloften die Berlusconi vlak voor de verkiezingen van 2001 bekendmaakte als speerpunten van zijn regering.
- De  onderwijshervormingen van minister Letizia Moratti.
- De  mediawet van minister van Communicatie Maurizio Gasparri.
- Het besluit om deel te nemen aan de oorlog in Irak
- De Wet-Bossi-Fini met betrekking tot immigratie.
- Hervormingen van het justitieel apparaat met onder andere de Wet-Pecorella, die stelt dat het OM niet in beroep kan gaan tegen een onschuldig bevonden beklaagde, maar hem enkel kan vervolgen door naar het Hof van Cassatie te stappen. Ook werd de Wet-Cirami aangenomen, die een beklaagde het recht geeft te eisen dat het proces naar een andere stad wordt verplaatst als hij de rechtbank bevooroordeeld acht. Dit naar aanleiding van een proces tegen Berlusconi, waarin hij vond dat de rechters in Milaan bevooroordeeld waren.
- Institutionele hervormingen die van Italië een steeds federalistischer staat maken

## Partijen die de regering vormden
- Forza Italia
- Alleanza Nazionale
- CCD-CDU, later omgedoopt tot UDC
- Lega Nord
- NPSI

## Kabinet–Berlusconi II (2001–2005)
| Ambtsbekleder                              | Ambtsbekleder       | Ambtsbekleder                 | Functie                                     | Ambtstermijn     | Ambtstermijn      | Partij        |
| ------------------------------------------ | ------------------- | ----------------------------- | ------------------------------------------- | ---------------- | ----------------- | ------------- |
|                                            | Silvio Berlusconi   | Silvio Berlusconi (1936–2023) | Premier                                     | 11 juni 2001     | 17 mei 2006       | FI            |
|                                            | Gianni Letta        | Gianni Letta (1935)           | Secretaris- generaal                        | 11 juni 2001     | 17 mei 2006       | FI            |
|                                            | Claudio Scajola     | Claudio Scajola (1948)        | Minister van Binnenlandse Zaken             | 11 juni 2001     | 2 juli 2002       | FI            |
|                                            | Giuseppe Pisanu     | Giuseppe Pisanu (1937)        | Minister van Binnenlandse Zaken             | 2 juli 2002      | 17 mei 2006       | FI            |
|                                            | Renato Ruggiero     | Renato Ruggiero (1930–2013)   | Minister van Buitenlandse Zaken             | 11 juni 2001     | 6 januari 2002    | O             |
|                                            | Silvio Berlusconi   | Silvio Berlusconi (1936–2023) | Minister van Buitenlandse Zaken             | 6 januari 2002   | 14 november 2002  | FI            |
|                                            | Franco Frattini     | Franco Frattini (1957)        | Minister van Buitenlandse Zaken             | 14 november 2002 | 18 november 2004  | FI            |
|                                            | Gianfranco Fini     | Gianfranco Fini (1952)        | Minister van Buitenlandse Zaken             | 18 november 2004 | 17 mei 2006       | AN            |
|                                            | Giulio Tremonti     | Giulio Tremonti (1947)        | Minister van Financiën                      | 11 juni 2001     | 4 juli 2004       | FI            |
|                                            | Silvio Berlusconi   | Silvio Berlusconi (1936–2023) | Minister van Financiën                      | 4 juli 2004      | 16 juli 2004      | FI            |
|                                            | Domenico Siniscalco | Domenico Siniscalco (1954)    | Minister van Financiën                      | 16 juli 2004     | 22 september 2005 | O             |
|                                            | Roberto Castelli    | Roberto Castelli (1946)       | Minister van Justitie                       | 11 juni 2001     | 17 mei 2006       | LN            |
|                                            | Antonio Marzano     | Antonio Marzano (1935)        | Minister van Economische Zaken              | 11 juni 2001     | 23 april 2005     | FI            |
|                                            | Antonio Martino     | Antonio Martino (1942–2022)   | Minister van Defensie                       | 11 juni 2001     | 17 mei 2006       | FI            |
|                                            | Girolamo Sirchia    | Girolamo Sirchia (1933)       | Minister van Volksgezondheid                | 11 juni 2001     | 23 april 2005     | O             |
|                                            | Roberto Maroni      | Roberto Maroni (1955–2022)    | Minister van Arbeid en Sociale Zaken        | 11 juni 2001     | 17 mei 2006       | LN            |
|                                            | Letizia Moratti     | Letizia Moratti (1949)        | Minister van Onderwijs                      | 11 juni 2001     | 17 mei 2006       | FI            |
| Minister van Hoger Onderwijs en Wetenschap | Letizia Moratti     | Letizia Moratti (1949)        |                                             | 11 juni 2001     | 17 mei 2006       | FI            |
|                                            | Pietro Lunardi      | Pietro Lunardi (1939)         | Minister van Transport                      | 11 juni 2001     | 17 mei 2006       | FI            |
|                                            | Gianni Alemanno     | Gianni Alemanno (1958)        | Minister van Landbouw                       | 11 juni 2001     | 17 mei 2006       | AN            |
|                                            | Altero Matteoli     | Altero Matteoli (1940–2017)   | Minister van Milieu                         | 11 juni 2001     | 17 mei 2006       | AN            |
|                                            | Giuliano Urbani     | Giuliano Urbani (1937)        | Minister van Cultuur                        | 11 juni 2001     | 23 april 2005     | FI            |
|                                            | Maurizio Gasparri   | Maurizio Gasparri (1956)      | Minister van Communicatie                   | 11 juni 2001     | 23 april 2005     | AN            |
|                                            | Carlo Giovanardi    | Carlo Giovanardi (1950)       | Minister voor Parlementaire Betrekkingen    | 11 juni 2001     | 17 mei 2006       | CCD (2001–02) |
|                                            | Carlo Giovanardi    | Carlo Giovanardi (1950)       | Minister voor Parlementaire Betrekkingen    | 11 juni 2001     | 17 mei 2006       | UDC (2002–06) |
|                                            | Franco Frattini     | Franco Frattini (1957)        | Minister voor Publieke Diensten             | 11 juni 2001     | 14 november 2002  | FI            |
|                                            | Luigi Mazzella      | Luigi Mazzella (1932)         | Minister voor Publieke Diensten             | 14 november 2002 | 4 december 2004   | O             |
|                                            | Mario Baccini       | Mario Baccini (1957)          | Minister voor Publieke Diensten             | 4 december 2004  | 17 mei 2006       | UDC           |
|                                            | Enrico La Loggia    | Enrico La Loggia (1947)       | Minister voor Regionale Zaken               | 11 juni 2001     | 17 mei 2006       | FI            |
|                                            | Giuseppe Pisanu     | Giuseppe Pisanu (1937)        | Minister voor Overheidsbeleid               | 11 juni 2001     | 2 juli 2002       | FI            |
|                                            | Claudio Scajola     | Claudio Scajola (1948)        | Minister voor Overheidsbeleid               | 2 juli 2002      | 23 april 2005     | FI            |
|                                            | Lucio Stanca        | Lucio Stanca (1941)           | Minister voor Technologische Ontwikkelingen | 11 juni 2001     | 17 mei 2006       | FI            |
|                                            | Mirko Tremaglia     | Mirko Tremaglia (1926–2011)   | Minister voor Diaspora                      | 11 juni 2001     | 17 mei 2006       | AN            |

De Gasperi II · De Gasperi III · De Gasperi IV · De Gasperi V · De Gasperi VI · De Gasperi VII · De Gasperi VIII · Pella · Fanfani I · Scelba · Segni I · Zoli · Fanfani II · Segni II · Tambroni · Fanfani III · Fanfani IV · Leone I · Moro I · Moro II · Moro III · Leone II · Rumor I · Rumor II · Rumor III · Colombo · Andreotti I · Andreotti II · Rumor IV · Rumor V · Moro IV · Moro V · Andreotti III · Andreotti IV · Andreotti V · Cossiga I · Cossiga II · Forlani · Spadolini I · Spadolini II · Fanfani V · Craxi I · Craxi II · Fanfani VI · Goria · De Mita · Andreotti VI · Andreotti VII · Amato I · Ciampi · Berlusconi I · Dini · Prodi I · D'Alema I · D'Alema II · Amato II · Berlusconi II · Berlusconi III · Prodi II · Berlusconi IV · Monti · Letta · Renzi · Gentiloni · Conte I · Conte II · Draghi · Meloni